# NGC 2965
NGC 2965 (другие обозначения — UGC 5191, MCG 6-22-3, ZWG 181.86, ZWG 182.4, PGC 27813, J0943+3614) — линзообразная галактика (S0) в созвездии Малого Льва. Открыта Уильямом Гершелем в 1788 году.
NGC 2965 — радиогалактика. Источник радиоизлучения компактный и проявляет медленную переменность. Его спектральный индекс составляет −0,6. Спектр галактики в рентгеновском диапазоне может быть смоделирован резким степенным законом с показателем степени {\displaystyle \Gamma =2.3}. Это может указывать на тепловую природу излучения, но низкая точность данных не позволяет сделать такой вывод.
Этот объект входит в число перечисленных в оригинальной редакции «Нового общего каталога».